# Братская могила советских воинов (Карачев)
Братская могила советских воинов — воинское захоронение, организованное в 1943 году на территории городского кладбища Карачева.
В братской могиле на кладбище города Карачева покоятся останки воинов Красной Армии, погибших в годы Великой Отечественной войны (1941—1945) на территории Карачевского района Брянской области.
Согласно паспорту братской могилы от 03.04.1973 года учтено 150 погибших.
Согласно учётной карточке воинского захоронения от 30.08.1991 года учтено 186 погибших. Неизвестных в могиле согласно учётной карточки нет. Дата гибели или смерти всех захороненных - 1943 год.
Согласно учетной карточке воинского захоронения от 02.12.2014 года в поименном списке захороненных учтено 275 погибших, однако общее количество захороненных указано 363, при отсутствии неизвестных.
На мемориальных плитах на братской могиле по состоянию на май 2020 года указано 277 фамилий. Упоминания неизвестных бойцов отсутствуют.

## Оформление братской могилы
Братская могила по периметру обнесена секционной металлической оградой. Центр каждой секции увенчан Красной звездой. 
На блочном постаменте, облицованном мрамором, установлена двухметровая скульптура - солдат с преклонённой головой в накидке и каской в левой руке.

## Учетная карточка воинского захоронения

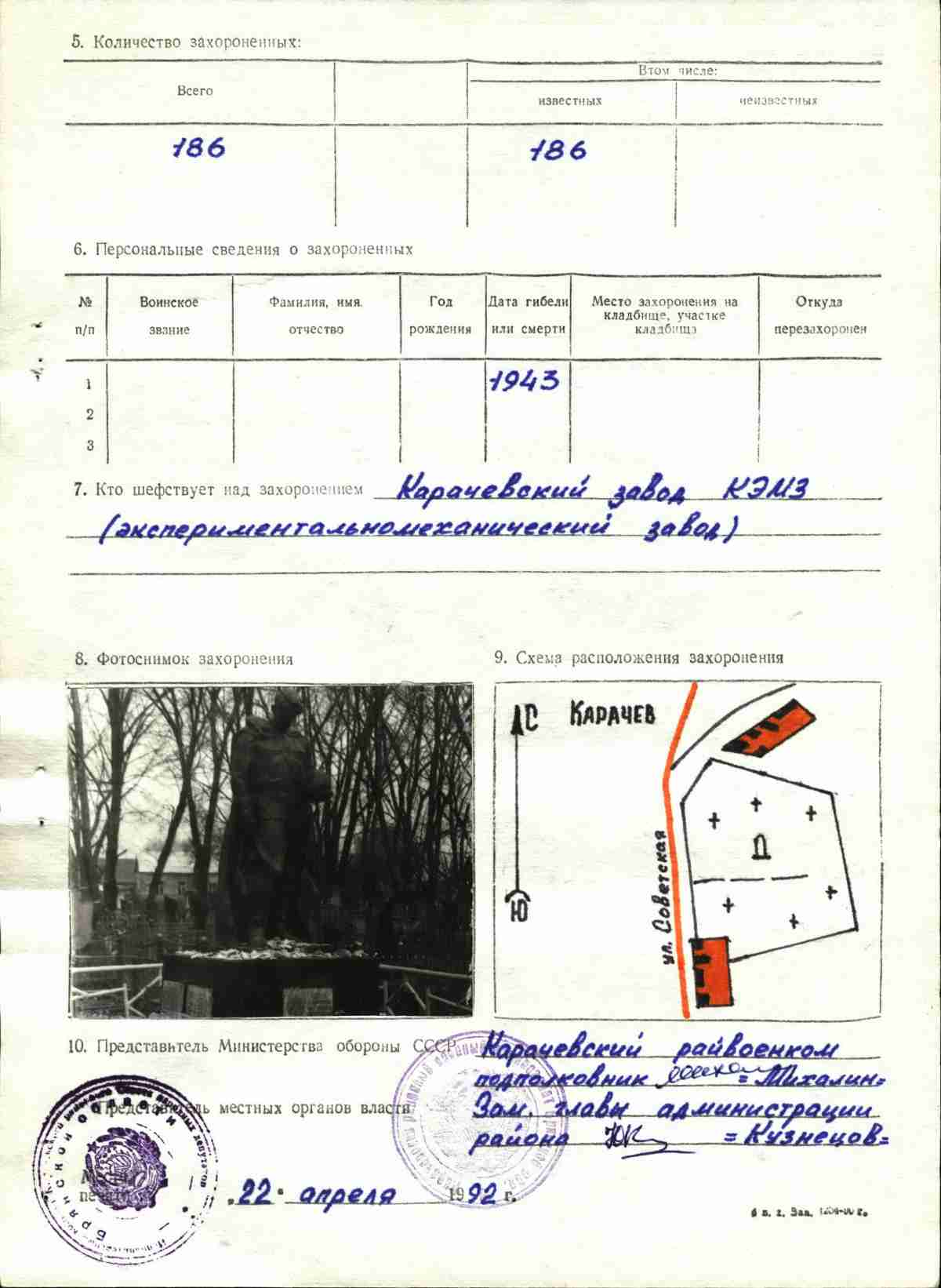
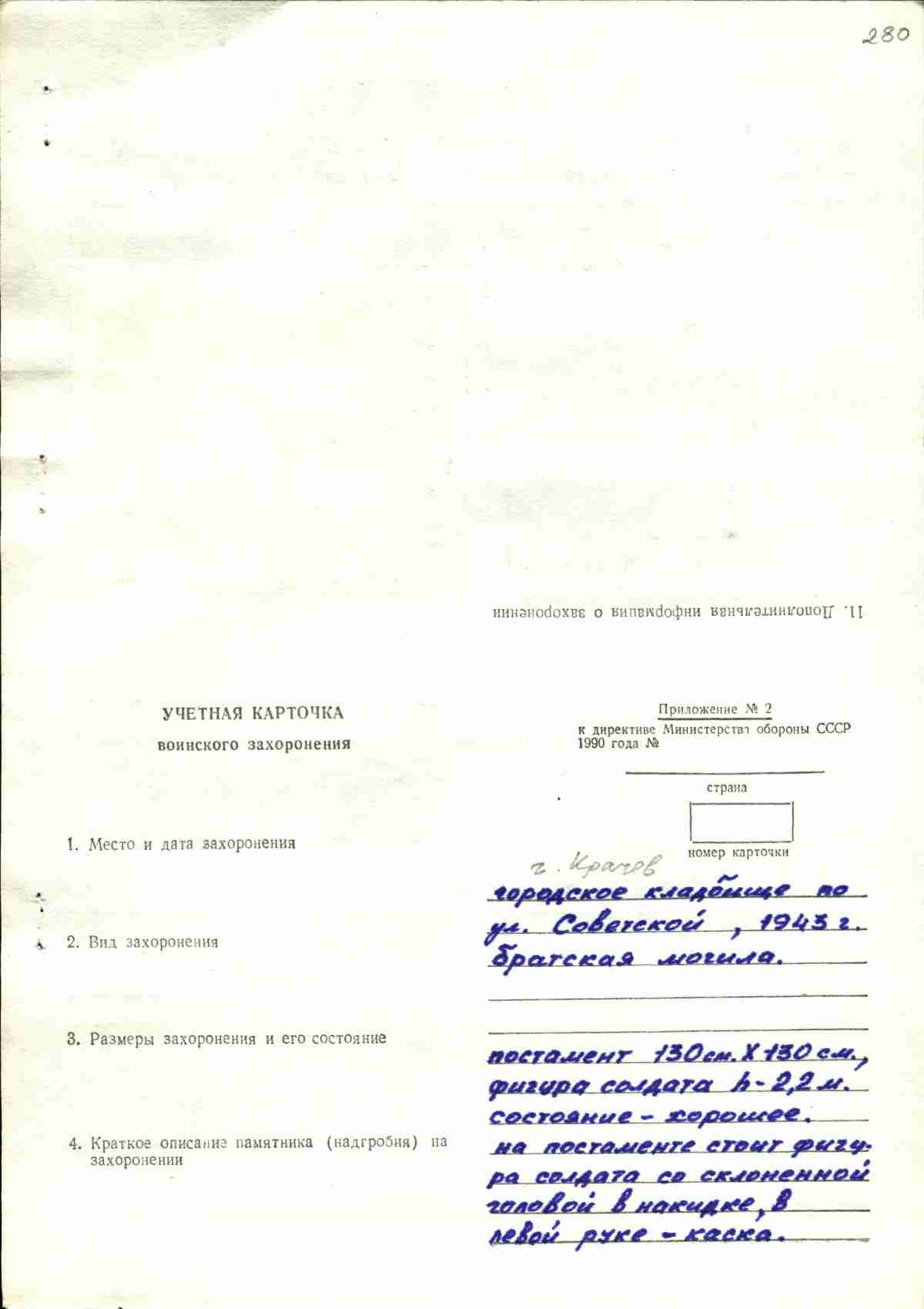
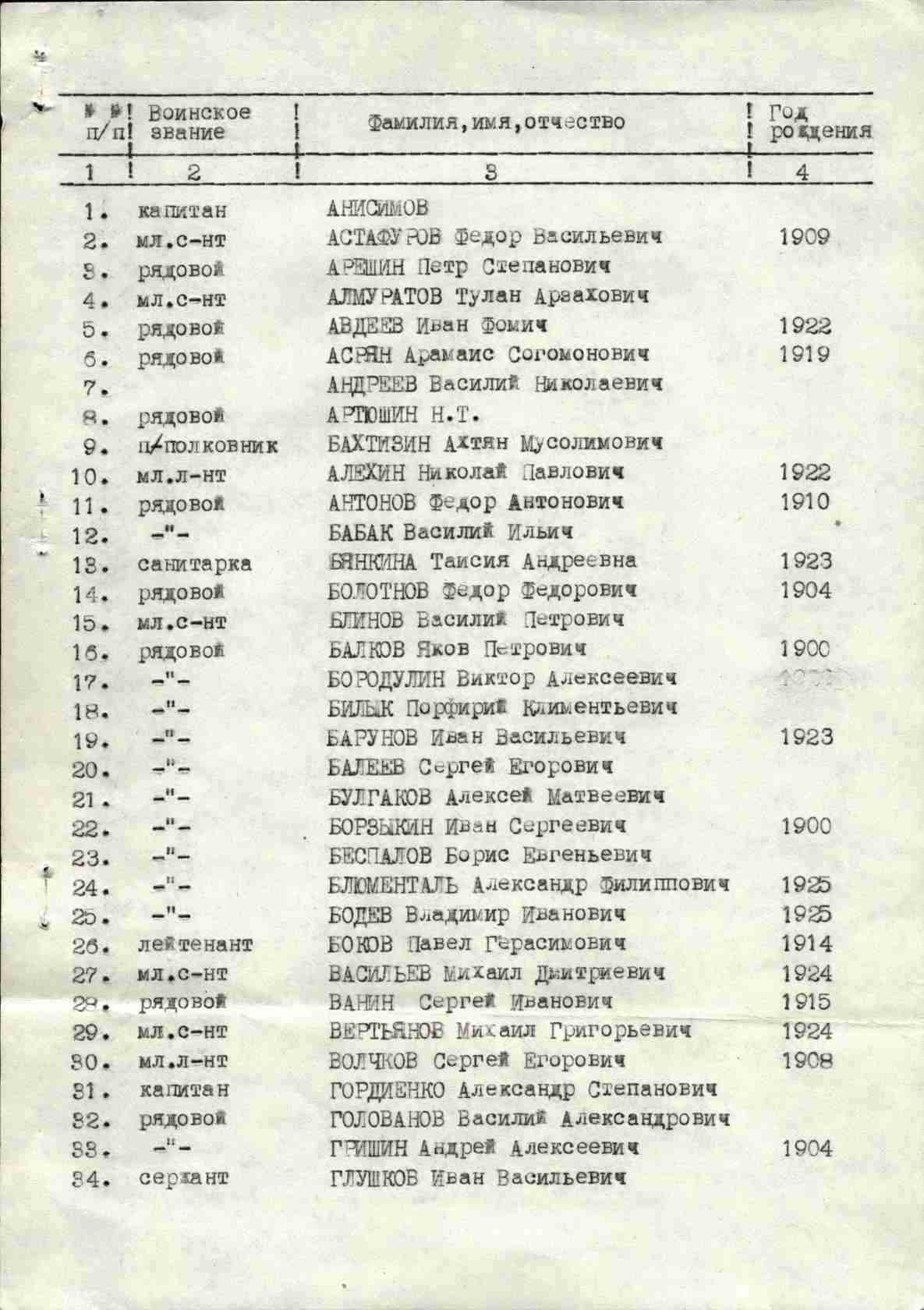
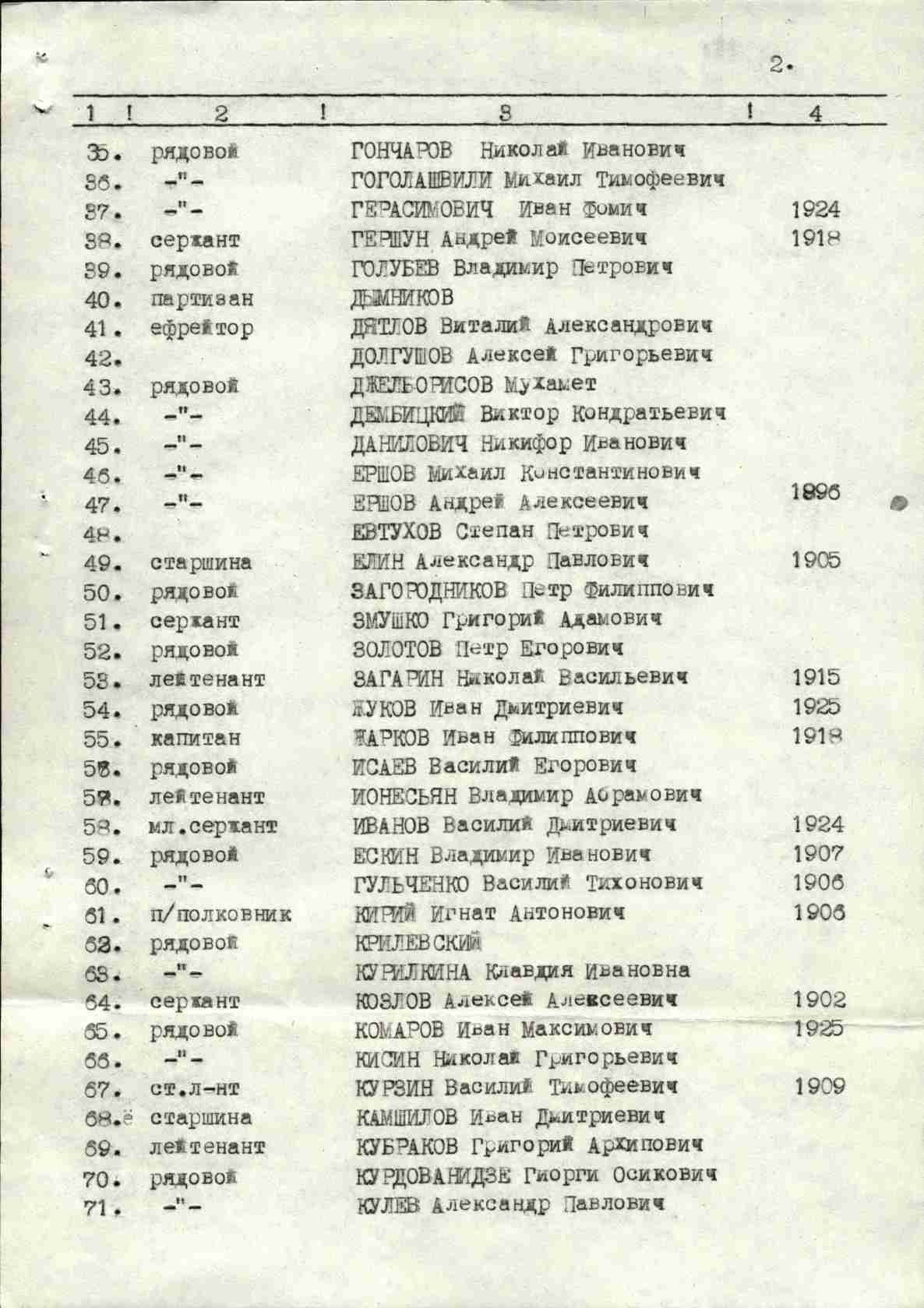
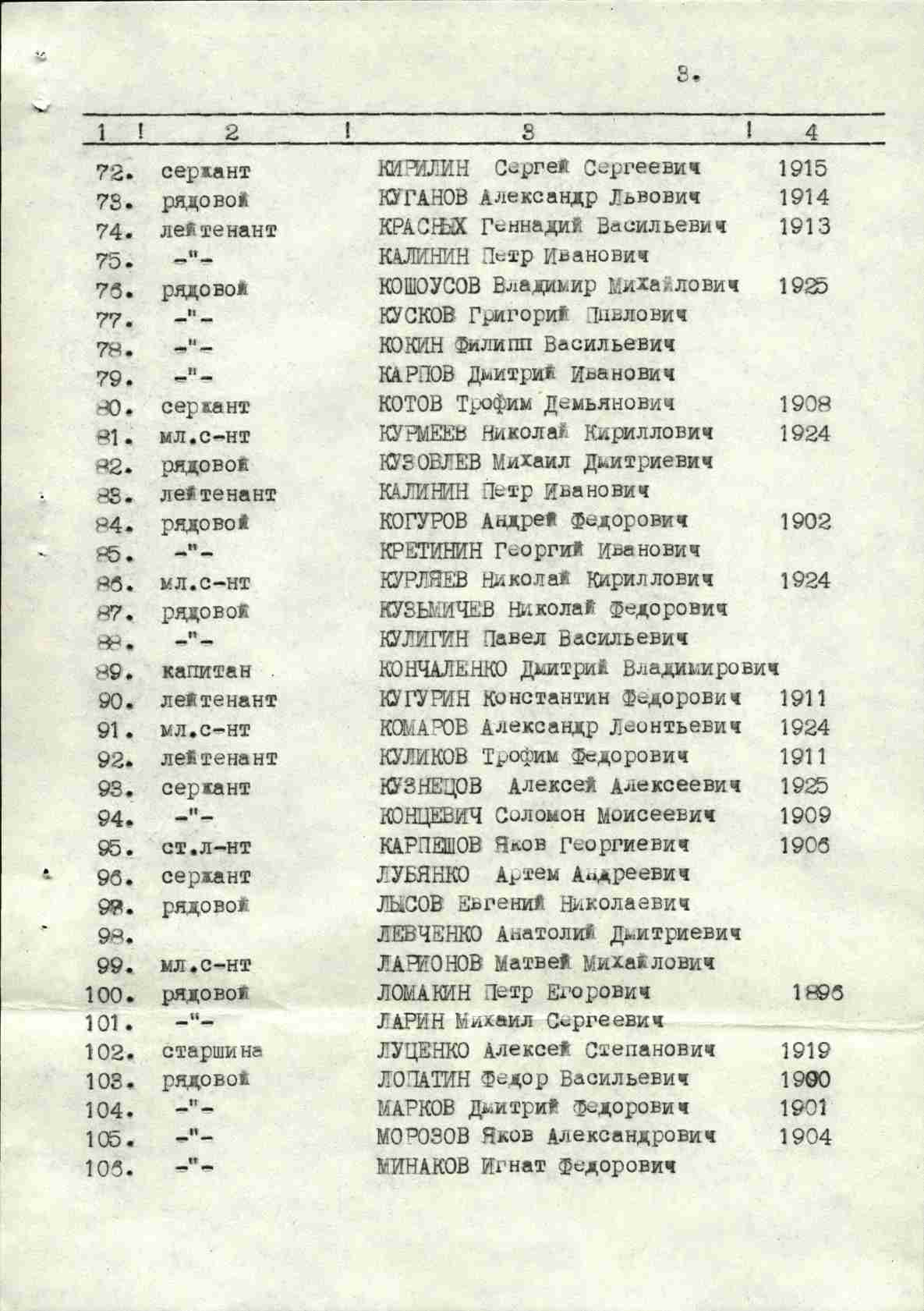
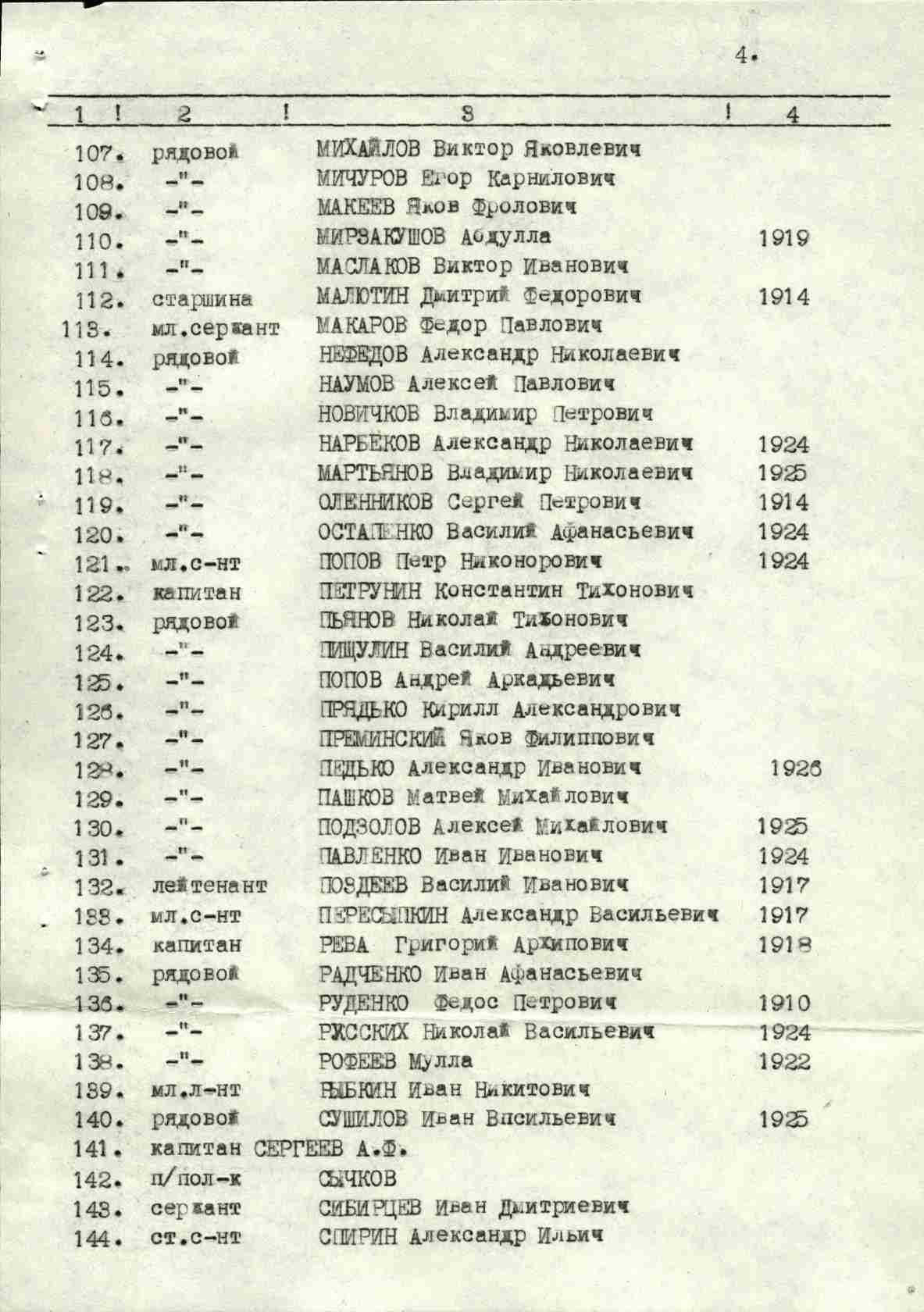
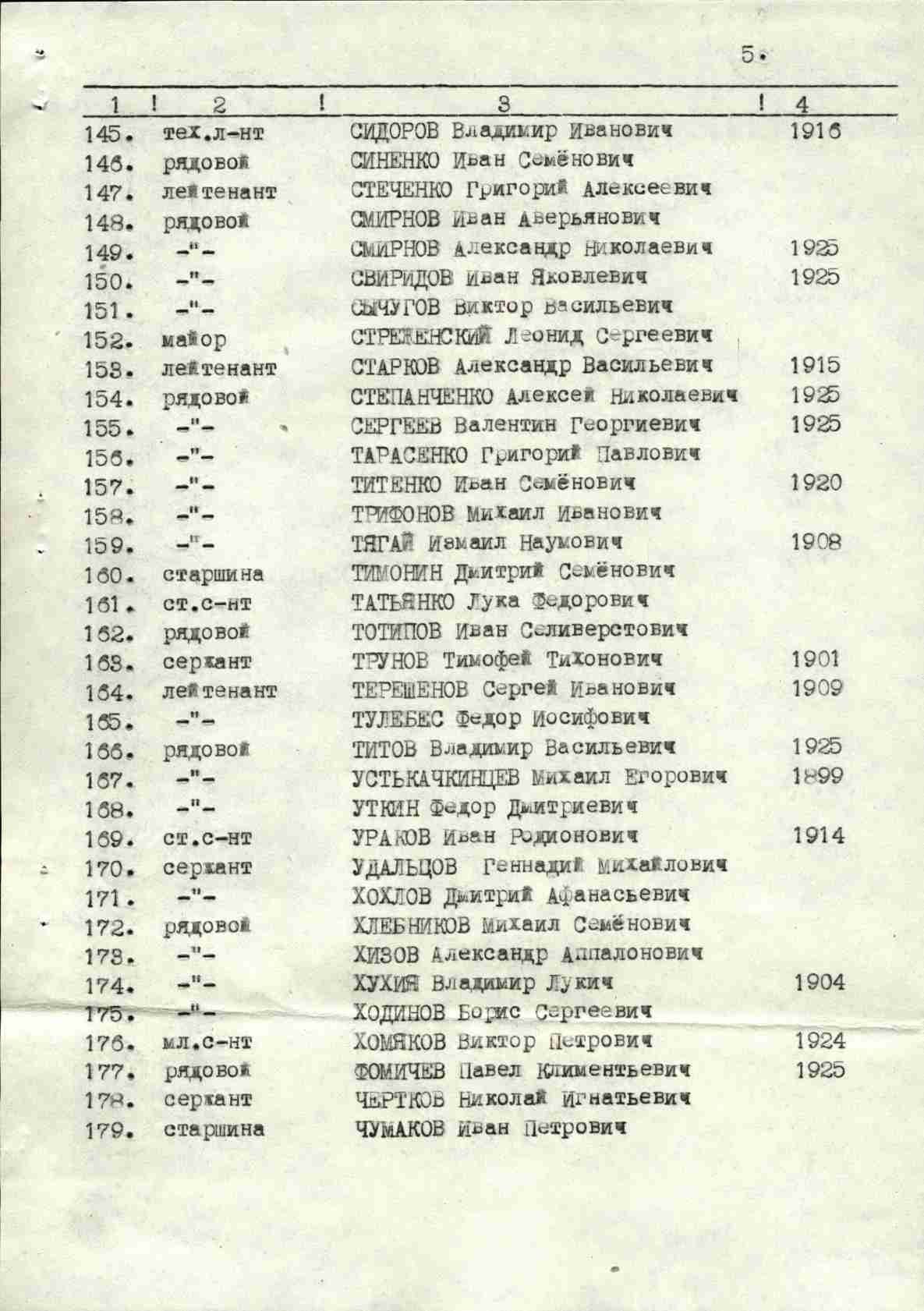
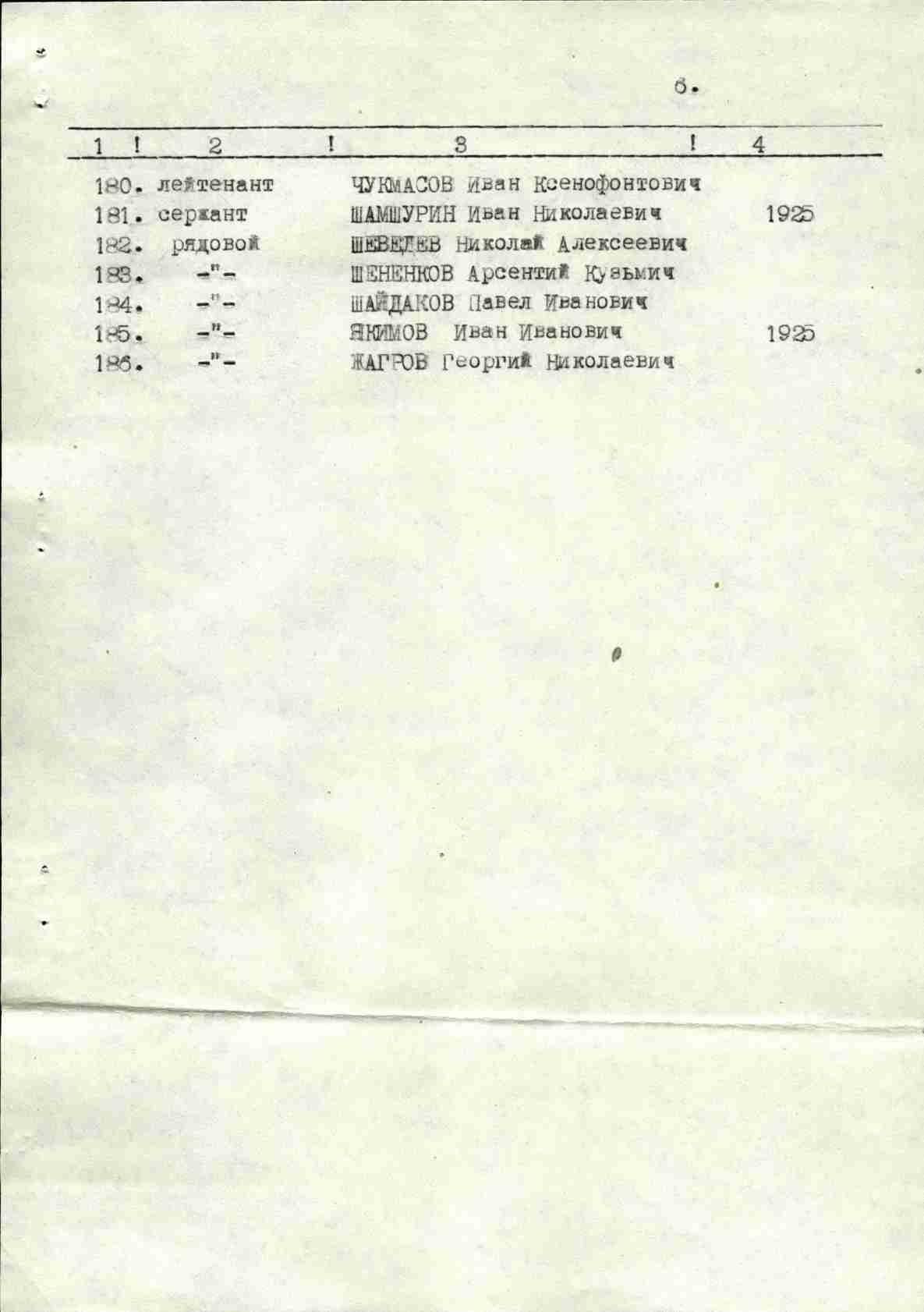

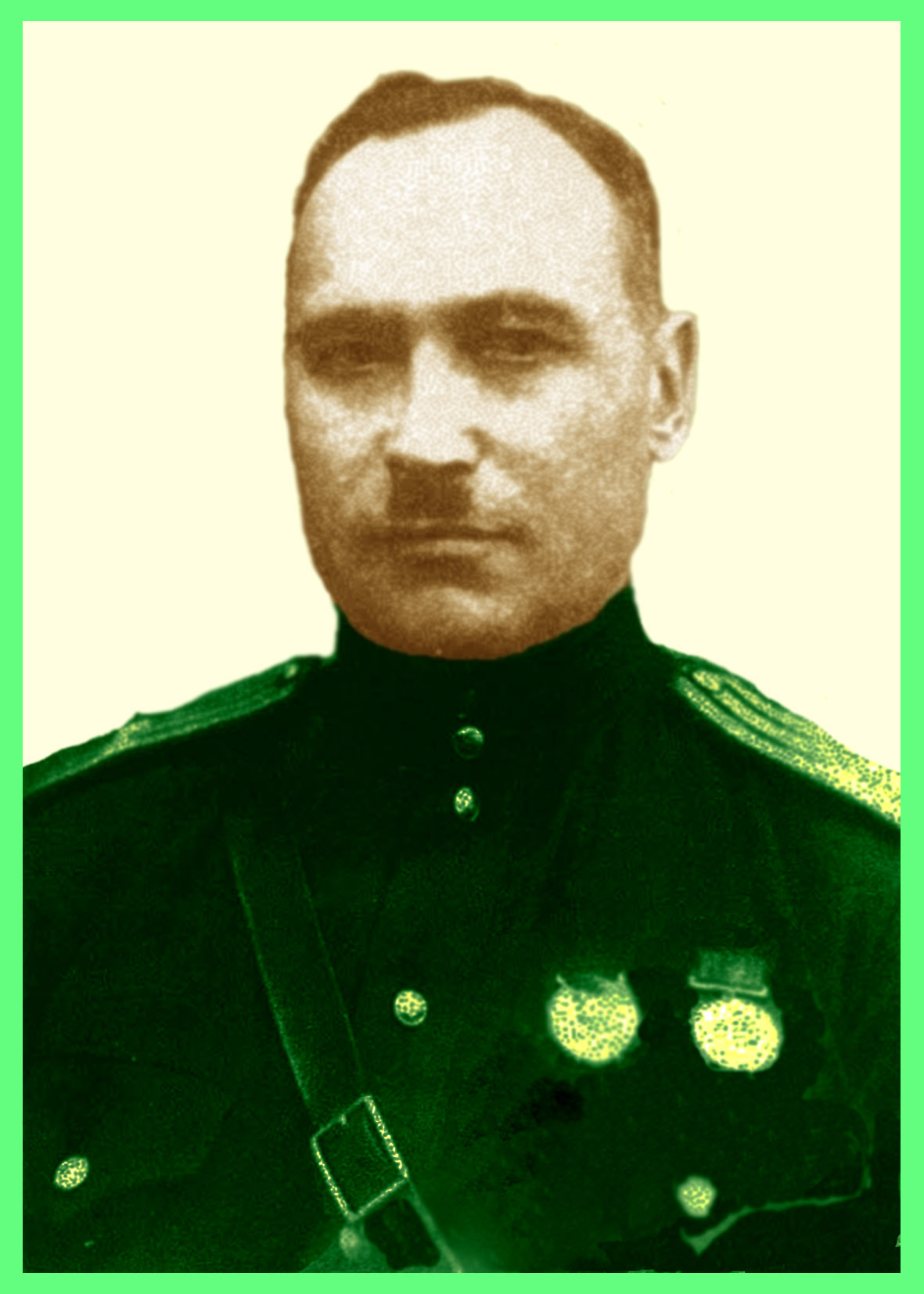
полковник Бахтизин, Ахтям Мусалимович (21.01.1897 - 16.07.1943). Командир 323-й стрелковой дивизии 11-й армии Брянского (Западного) фронта. Убит (Служебный автомобиль подорвался на мине)